# 山野智久
山野 智久（やまの ともひさ、1983年 - ）は、日本の実業家。アソビュー株式会社創業者・代表取締役社長 (CEO)、2024年10月1日から日本車いすラグビー連盟の理事長を務める。

## 来歴
千葉県柏市出身。大学1年生の時に地元の居酒屋でアルバイト中に店の常連客である商店主たちから「良品を仕入れて都心より安い価格を付けても客が来ない」という嘆きを聞き、柏市をエリアとするフリーペーパーを創刊して、累計30万部にまで成長させた。
2007年に明治大学法学部を卒業するとフリーペーバー会社は譲渡し、株式会社リクルートに「3年間学んだら独立する」という意識で入社。3年目には新規事業部に抜擢されたが、計画通り2010年5月にリクルートを退社する。しかしこのとき山野には具体的な事業構想はなく、知人の会社でコンサルタントに従事しながら、友人知人からのアンケートに基づき「余暇に旅先に出たときの過ごし方」をそのターゲットにすることを決める。
2011年3月にカタリズム株式会社を設立、これが後にアソビュー株式会社となる。電話での営業もはかどらない中、山野は取引を見込んだ事業者を直接訪問し、酒も酌み交わして「自分を信用できると思ったら申し込んでほしい」と頼む方法で提携先を増やした。2012年夏にウェブサイトを開設する。2015年3月に会社名をアソビュー株式会社に改称した。
2020年、コロナ禍でゼロに落ち込んだ売上を4か月で回復させ、その取組みはNHK総合テレビジョンの番組『逆転人生』（2021年4月12日放映）で紹介された。また、コロナ禍での体験に基づく著書『弱者の戦術』（ダイヤモンド社）を2021年に刊行した。
社外では、2023年6月に日本車いすラグビー連盟の理事に就任した。経済同友会観光再生戦略委員会の共同委員長にも就任し、「自立した地域の観光経営の実現に向けた宿泊税の拡大と活用」など政策提言をおこなっている
2024年1月に雑誌『フォーブズジャパン』の特集「日本の起業家ランキング2024」で10位となる。また、2024年11月に発表されたForbes JAPAN「起業家ランキング2025」にて第7位に選出と２年連続で受賞された。
2024年10月1日、日本車いすラグビー連盟の理事長に就任。

## 著書
- 『弱者の戦術』ダイヤモンド社、2021年12月[11]